# جووانی لئونی
جووانی لئونی (ایتالیایی: Giovanni Leoni؛ زادهٔ ۲۱ دسامبر ۲۰۰۶) بازیکن فوتبال اهل ایتالیا است که در پست دفاع میانی برای باشگاه لیورپول در لیگ برتر انگلستان بازی می‌کند.